# Rydebäck

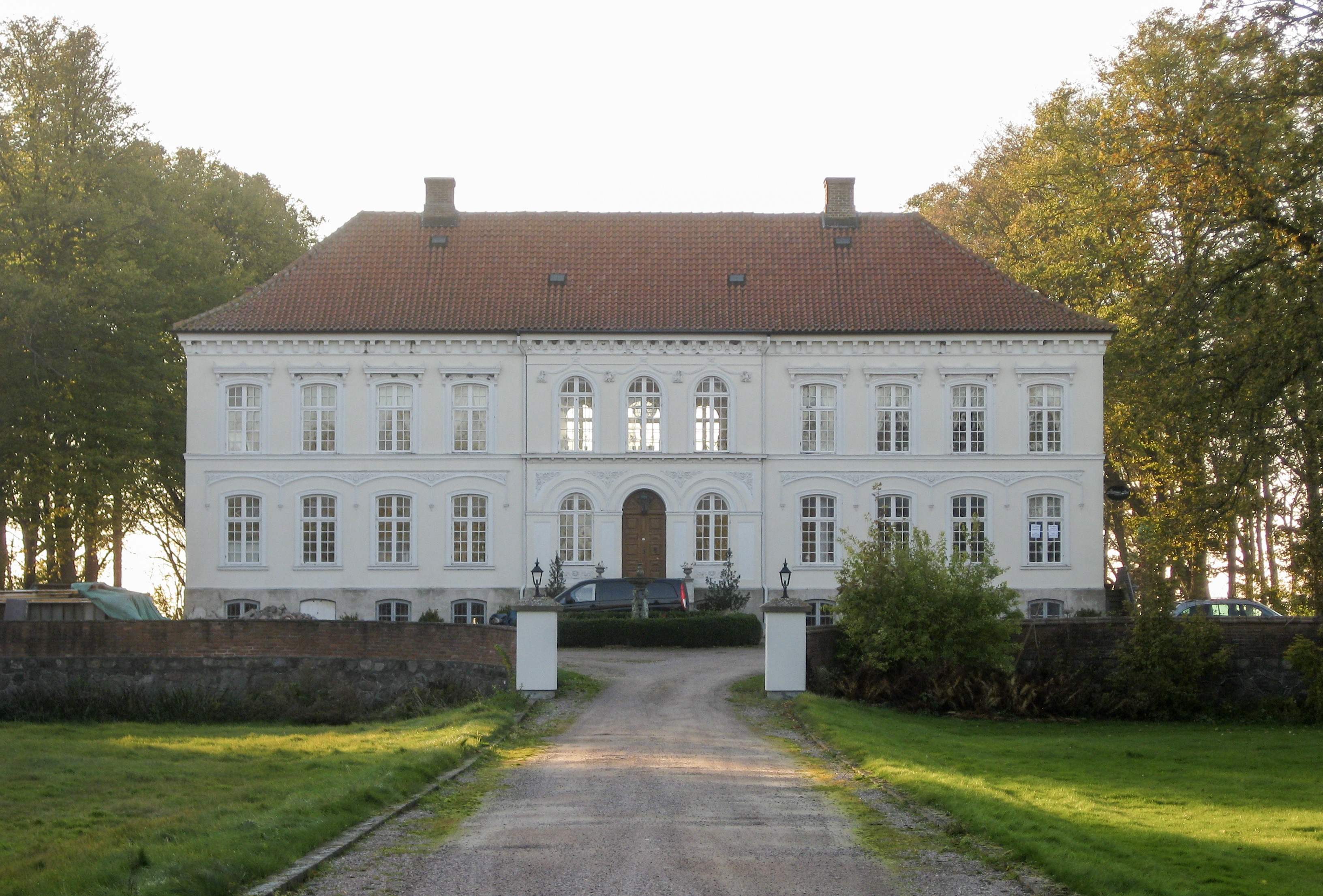
Rydebäcks gård

Rydebäck är en tätort huvudsakligen i Helsingborgs kommun (Kvistofta distrikt) i Skåne län, med en mindre del i Landskrona kommun (Glumslövs distrikt). I orten, som ligger söder om Helsingborg vid Öresund, finns Rydebäcks gård.

## Historia
Orten har en tegelbrukshistoria från 1622, med tillverkning fram till början av 1900-talet. 
På 1960-talet expanderade Rydebäck och blev ett småhusområde
.

### Befolkningsutveckling
| Befolkningsutvecklingen i Rydebäck 1970–2020 | Befolkningsutvecklingen i Rydebäck 1970–2020 | Befolkningsutvecklingen i Rydebäck 1970–2020 | Befolkningsutvecklingen i Rydebäck 1970–2020 | Befolkningsutvecklingen i Rydebäck 1970–2020 |
| -------------------------------------------- | -------------------------------------------- | -------------------------------------------- | -------------------------------------------- | -------------------------------------------- |
|                                              |                                              |                                              |                                              |                                              |
| År                                           |                                              |                                              | Folkmängd                                    | Areal (ha)                                   |
| 1970                                         | 1970                                         |                                              | 1 632                                        |                                              |
| 1975                                         | 1975                                         |                                              | 2 620                                        |                                              |
| 1980                                         | 1980                                         |                                              | 4 242                                        |                                              |
| 1990                                         | 1990                                         |                                              | 4 140                                        | 155                                          |
| 1995                                         | 1995                                         |                                              | 4 369                                        | 185                                          |
| 2000                                         | 2000                                         |                                              | 4 287                                        | 185                                          |
| 2005                                         | 2005                                         |                                              | 4 485                                        | 194                                          |
| 2010                                         | 2010                                         |                                              | 5 141                                        | 208                                          |
| 2015                                         | 2015                                         |                                              | 5 904                                        | 309                                          |
| 2018                                         | 2018                                         |                                              | 6 433                                        | 310                                          |
| 2020                                         | 2020                                         |                                              | 6 480                                        | 299                                          |
| Anm.: Ny tätort 1970                         |                                              |                                              |                                              |                                              |

## Samhället
Sedan 2001 går Västkustbanan genom samhället och det finns en Pågatågsstation i den östra delen. På senare år har en centrumbebyggelse med flerfamiljshus börjat uppföras kring stationen. I ortens centrum ligger Rydebäcks kyrka.
I orten finns ett antal restauranger, Restaurang Tegel, Rydebäcks Pizzeria/restaurang, Crazy Thai Tegel, Bäcks Burger och Trattoria Ridibecco. [källa behövs]

## Utbildning
Rydebäcksskolan, som är den största skolan i Rydebäck, byggdes 1972 och bestod då av två byggnader. År 1983 byggdes de två byggnaderna ihop till en U-form, och 2007 genomfördes ytterligare en utbyggnad. Den senaste och största utvigdningen av Rydebäcksskolan skedde år 2018 då ett nytt skolhus öppnade nära Storövägen. År 2006 hade skolan 556 elever i årskurs 1-9. Det fanns tidigare även en mindre skola som hette Krokaskolan som hade årskurs 1-3.[källa behövs]

## Fritidssysselsättning
I Rydebäck finns tre idrottsklubbar: Rydebäcks IF med gymnastik, handboll och badminton, Fortuna FF med fotboll och Rydebäcks Ryttarförening. Ryttarföreningen har sin huvudsakliga verksamhet med bland annat så kallat Pay & Ride på Månsgård. 
Det finns även golfbanan Rya GK samt Rydebäcks scoutkår.[källa behövs]

### Rydebäcks IF
Rydebäcks IF bedriver gymnastikverksamhet utan tävlingsinriktning för barn, ungdomar och vuxna motionärer samt en mindre handbollsverksamhet och på senare år även badminton.
Klubben har under fotbollstiden producerat en hel del talanger, inte bara fotbollsspelare. Sprintern Johan Wissman och hockeyspelaren Andreas Lilja har båda varit aktiva i klubben. På fotbollssidan har landslagsspelarna Caroline Seger, Marcus Nilsson och Andreas Linde spelat i klubben.[källa behövs]

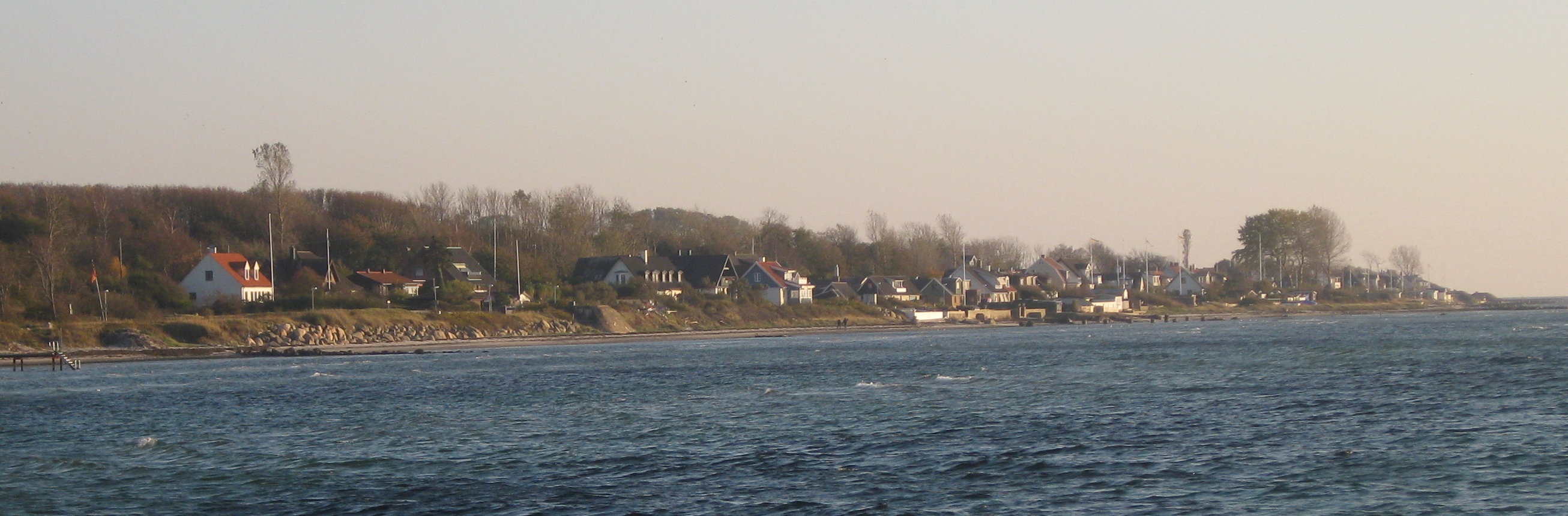
Fortuna i södra delen av tätorten

### Rydebäcks Ryttarförening
Rydebäcks RF är en förening med mer än 100-talet medlemmar (2010). De flesta kommer från Rydebäck och har egen häst, foderhäst eller sköthäst på Månsgård i Rydebäck. Klubben tävlar med lag för ponny och häst i både dressyr och hoppning. Ingen ridskola är kopplad till klubben, som inte heller har någon egen anläggning. Klubbens huvudsakliga uppgift är att anordna och administrera utbildning och träningar under tävlingsliknande former, så kallad Pay & Ride.